# D’Artagnan (zespół muzyczny)
 dArtagnan – niemiecki zespół folk rockowy z Norymbergi. Nazwa zespołu pochodzi od francuskiego muszkietera D’Artagnan, znanego dzięki powieści Alexandra Dumasa Trzej muszkieterowie.

## Historia
Grupa została założona w Norymberdze przez wokalistę Bena Metznera, grającego w zespole również na dudach, mandolinie i flecie oraz przez Felixa Fischera będącego gitarzystą i śpiewakiem. Metzner i Fischer grali również w średniowiecznym zespole rockowym Feuerschwanz. Do duetu dołączył trzeci muzyk, Tim Bernard – gitarzysta oraz wokalista, który prywatnie jest wieloletnim przyjacielem Bena Metznera.
Podpisali oni następnie kontrakt z wytwórnią płytową Sony Music Entertainment. Produkcją płyty zajął się producent Thomas Heimann-Trosien, który odpowiedzialny jest za produkcję płyt dla takich zespołów jak Schandmaul, Nightwish czy In Extremo. W dniu 26 lutego 2016 roku wydana została debiutancka płyta zespołu, która uplasowała się na 7. miejscu niemieckiej listy przebojów. Zespół odniósł również sukces w Austrii i Szwajcarii.
16 kwietnia 2016 roku trio zagrało na festiwalu muzyki ludowej w Halle an der Saale, który był transmitowany przez ARD i ORF. Od 11 do 28 maja 2016 roku zespół był headlinerem w czasie trzynastokoncertowej trasy przez Niemcy. Uzupełnienie tria stanowili Hans Platz (który również był członkiem Feuerschwanz) jako gitarzysta, Sebastian Baumann na basie i Matthias Böhm na perkusji w trakcie trwania Live-Touru. W 2017 roku Hans Platz został zastąpiony przez Haiko Heinza.
W grudniu 2017 roku za pomocą mediów społecznościowych poinformowano o odejściu z zespołu Felixa Fischera. W lutym 2018 roku w serwisie Youtube został opublikowanym film przedstawiający nowego członka zespołu. Został nim, grający na skrzypcach, Gustavo Strauss. 

## Styl
Muzyka stylem podobna jest do zespołów Schandmaul i Santiano, porównywalnie od strony rytmicznej oraz nawiązaniami do muzyki ludowej.

## Dyskografia
- 2016: Seit an Seit (Sony Music Entertainment)
- 2017: Verehrt und verdammt (Sony Music Entertainment)
- 2019: In jener Nacht (Sony Music Entertainment)

## Teledyski
- 2016: Seit an Seit
- 2016: Bis zum letzten Atemzug (EchoRitt)
- 2016: Komm mit (Original & Unheilig Rmx)
- 2016: Komm mit (akustisch)
- 2016: Nebelmeer (akustisch)
- 2016: Hulapalu (Andreas Gabalier akustisch cover)
- 2017: Jubel
- 2017: Neue Helden (KutschPutsch)
- 2018: Was wollen wir trinken
- 2018: Troy
- 2018: Flucht nach vorn
- 2018: In jener Nacht
- 2019: Sing mir ein Lied (Skye Boat Song, Theme from Outlander)
- 2019: Einer für alle für ein‘